# People Tree
People Tree é uma marca de moda de comércio justo fundada em 1991 por Safia Minney em Tóquio, Japão. A companhia tem prédios em Londres (após a expansão britânica) e em Tóquio.